# Дреница
Дреница (на албански: Drenica; на сръбски: Дреница) е хълмист географски район по река Дреница в централно Косово, разположен между Косово поле и Метохия. Територията му е приблизително 1200 кв. км и има население (1991) около 110 хил. жители, предимно етнически албанци.
В Дреница се намира православния Девички манастир изграден през 1434 г. от деспот Георги Бранкович в чест и памет на пустиножителя в този район Йоан Девичи (Йоаникий Девички). Легендата разказва, че мощите на светеца, които от 1430 се съхраняват в манастирската църква „Света Богородица“, изцелили Мария - една от дъщерите на деспота. На името на Божията майка (на която била кръстена и дъщерята на деспота, както и заради дъщерното целомъдрие, девственост и непорочност – подобни на Света Богородица) е кръстена и осветена манастирската черква.